# Poritia elegans
Poritia elegans is een vlinder uit de familie van de Lycaenidae. De wetenschappelijke naam van de soort is voor het eerst geldig gepubliceerd in 1919 door Fruhstorfer.